# Kennedy Porter
Kennedy Porter (* in Northridge, Los Angeles, Kalifornien) ist ein US-amerikanischer Schauspieler, Musiker und Model.

## Leben
Porter wurde in Northridge geboren. Mit 16 oder 17 Jahren begann er laut eigenen Angaben auf Bitten von Freunden zu modeln. Er belegt Kurse unter anderen in Szenenstudie und Präsentation, Dialekte und Synchronisationsprechen an der Loyola Marymount University. Er bezeichnet sich selbst als Schauspieler, der sowohl einen spaßigen Hauptdarsteller als auch den bösartigen Antagonisten darstellen kann. Von Juni 2020 bis Oktober 2020 arbeitete er bei Treacherous Records als A&R Assistant und seit dem bei Avant Artists als Schauspieler. Er spielte die Hauptrolle im Stück And Then There Were None am Palmdale Playhouse und wirkte auch im Stück Conference of the Birds, dass im Brotfabrik Bonn aufgeführt wurde.  Ab 2021 folgten Besetzungen in mehreren Kurzfilmen. Im selben Jahr war er in der Rolle des Lucas im Katastrophenfilm War of the Worlds – Die Vernichtung zu sehen. 2022 übernahm er die Rolle des Mike im Film Maybe Someday, der am 1. April 2022 auf dem Cinequest Film Festival und am 23. Juli 2022 auf dem Outfest gezeigt wurde. Im selben Jahr hatte er eine Episodenrolle in der Fernsehserie Bel-Air inne.

## Filmografie (Auswahl)
- 2021: Skinwalker (Kurzfilm)
- 2021: Noxious (Kurzfilm)
- 2021: Borrowed Light (Kurzfilm)
- 2021: Not How It Goes (Fernsehserie, Episode 1x01)
- 2021: 1992 (Kurzfilm)
- 2021: War of the Worlds – Die Vernichtung (War of the Worlds: Annihilation)
- 2021: No Small Talk (Kurzfilm)
- 2021: Five (Kurzfilm)
- 2022: Bel-Air (Fernsehserie, Episode 1x03)
- 2022: Maybe Someday
- 2023: Doomsday Meteor
- 2023: White Men Can’t Jump
- 2023: Transmorphers 2: Kriegsbestien-Mech (Transmorphers: Mech Beasts)
- 2023: Dhar Mann (Fernsehserie, Episode 13x06)
- 2023: Replica
- 2023: Rap Sh!t (Fernsehserie, Episode 2x02)

## Theater (Auswahl)
- Detained, Barnelle Theater
- The Resistible Rise of Arturo Ui, Strub Theater
- In the Heights, Strub Theater
- Conference of the Birds, Brotfabrik Bonn
- And Then There Were None, Palmdale Playhouse